# Mirin

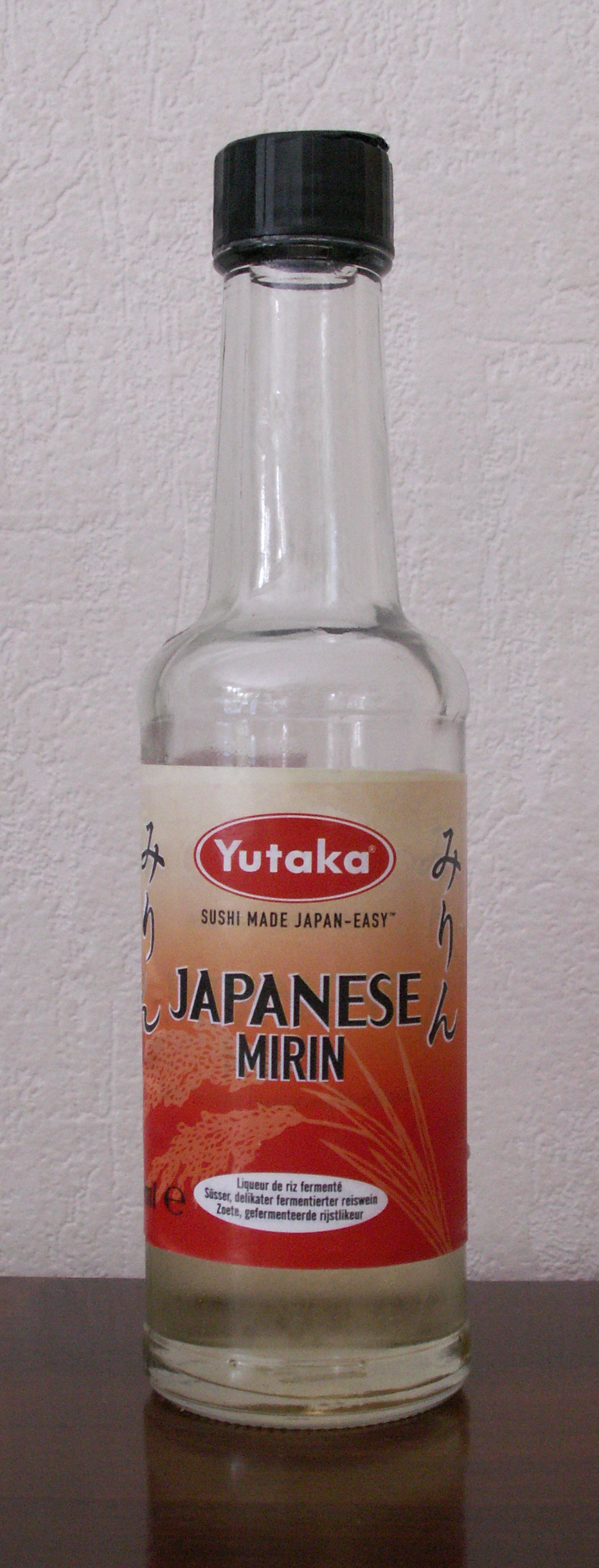
Mirin

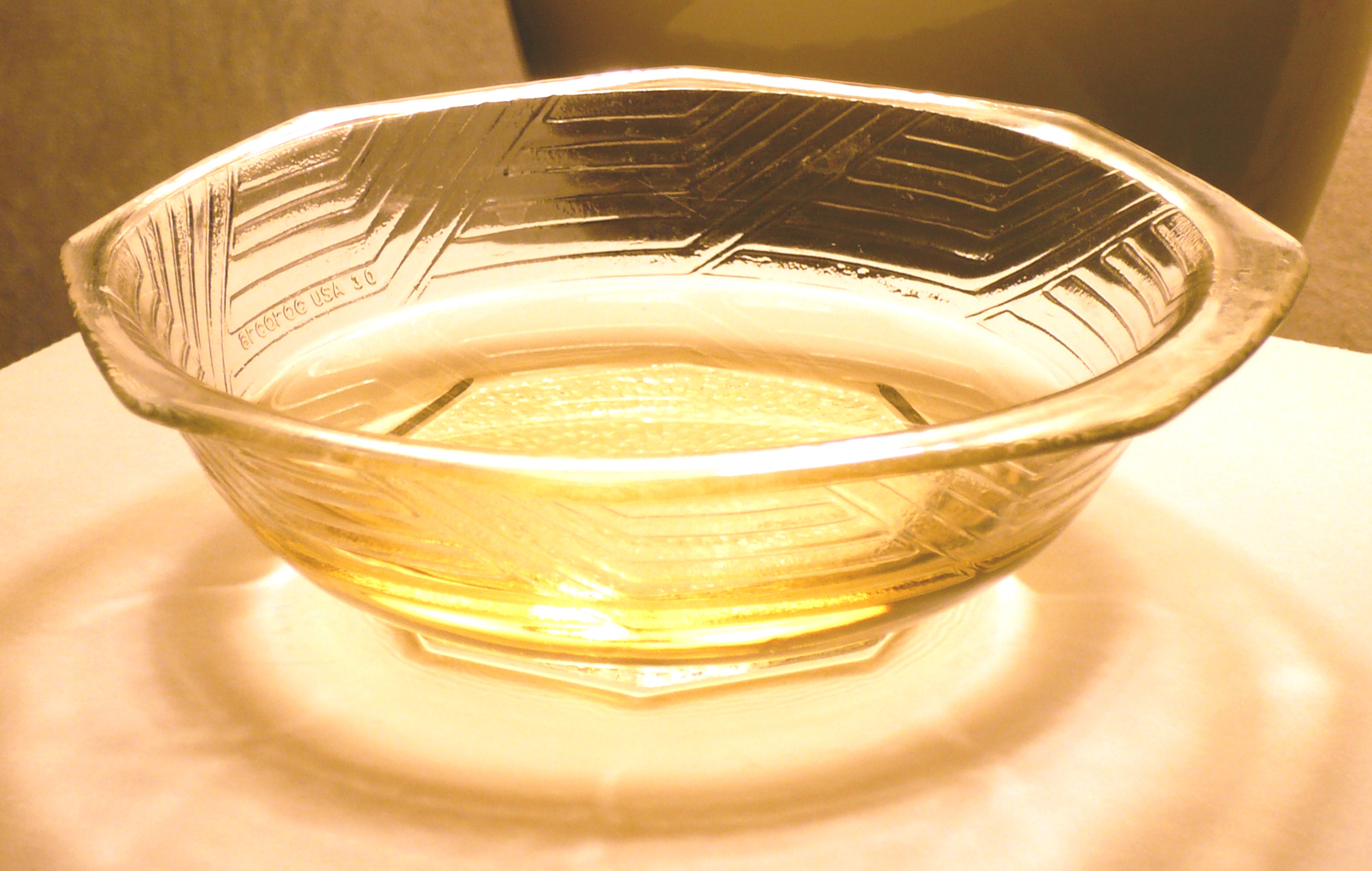
Mirin

Mirin (味醂) är ett sött gulaktigt risvin som spelar en viktig roll som kryddning i japansk matlagning. Mirin består av 40-50 % socker och alkoholhalten är vanligtvis kring 14 % i varianten "hon mirin". Varianten "shin mirin" har knappt 1 % alkohol. Båda sorterna används till ungefär samma saker och kan ersätta varandra.
Mirin används ofta tillsammans med stekt fisk. Det förekommer också i en mängd andra japanska recept, bland annat i teriyaki. Det kan användas i stället för socker, men bör inte användas i för stora mängder då smaken är ganska stark.